# Élections municipales de 2026 dans les Pyrénées-Atlantiques
Pour un article plus général, voir Élections municipales françaises de 2026.
Les élections municipales dans les Pyrénées-Atlantiques sont prévues en mars 2026. Cette page ne traite que les communes de 3 000 habitants et plus dans les Pyrénées-Atlantiques.

## Résultat à l'échelle du département

### Maires sortants et maires élus
| Commune               | Population (en 2022) | Maire sortant(e)       | Parti | Parti  | Maire élu(e) | Parti | Parti |
| --------------------- | -------------------- | ---------------------- | ----- | ------ | ------------ | ----- | ----- |
| Anglet                | 38 929               | Claude Olive           |       | LR     |              |       |       |
| Bayonne               | 51 228               | Jean-René Etchegaray   |       | UDI-RE |              |       |       |
| Biarritz              | 25 404               | Maider Arostéguy       |       | LR     |              |       |       |
| Bidart                | 6 811                | Emmanuel Alzuri        |       | DVD    |              |       |       |
| Billère               | 12 804               | Jean-Yves Lalanne      |       | L'AP   |              |       |       |
| Boucau                | 8 350                | Francis Gonzalez       |       | DVG    |              |       |       |
| Cambo-les-Bains       | 6 551                | Christian Devèze       |       | DVD    |              |       |       |
| Ciboure               | 6 251                | Eneko Aldana-Douat     |       | EHBai  |              |       |       |
| Gan                   | 5 510                | Francis Pèes           |       | DVD    |              |       |       |
| Hasparren             | 6 879                | Isabelle Pargade       |       | UDI    |              |       |       |
| Hendaye               | 16 484               | Kotte Écénarro         |       | PS     |              |       |       |
| Jurançon              | 7 094                | Michel Bernos          |       | RE     |              |       |       |
| Lescar                | 9 804                | Valérie Revel          |       | PS     |              |       |       |
| Lons                  | 13 374               | Nicolas Patriarche     |       | LR     |              |       |       |
| Mouguerre             | 5 108                | Roland Hirigoyen       |       | DVD    |              |       |       |
| Mourenx               | 6 485                | Patrice Laurent        |       | PS     |              |       |       |
| Oloron-Sainte-Marie   | 10 684               | Bernard Uthurry        |       | PS     |              |       |       |
| Orthez                | 10 449               | Emmanuel Hanon         |       | PS     |              |       |       |
| Pau                   | 77 130               | François Bayrou        |       | MoDem  |              |       |       |
| Saint-Jean-de-Luz     | 14 093               | Jean-François Irigoyen |       | LR     |              |       |       |
| Saint-Pée-sur-Nivelle | 6 849                | Dominique Idiart       |       | DVG    |              |       |       |
| Urrugne               | 10 317               | Philippe Aramendi      |       | EHBai  |              |       |       |
| Ustaritz              | 6 822                | Bruno Carrère          |       | EHBai  |              |       |       |

### Résultats en nombre de maires
| Partis              | Partis                                           | Maires sortants | Maires élus | Évolution |
| ------------------- | ------------------------------------------------ | --------------- | ----------- | --------- |
|                     | Parti socialiste                                 | 5               |             |           |
|                     | Divers gauche                                    | 2               |             |           |
|                     | L'Après                                          | 1               |             |           |
| Total gauche        | Total gauche                                     | 8               |             |           |
|                     | Mouvement démocrate                              | 1               |             |           |
|                     | Renaissance                                      | 1               |             |           |
|                     | Union des démocrates et indépendants             | 1               |             |           |
|                     | Union des démocrates et indépendants-Renaissance | 1               |             |           |
| Total centre        | Total centre                                     | 4               |             |           |
|                     | Divers droite                                    | 4               |             |           |
|                     | Les Républicains                                 | 4               |             |           |
| Total droite        | Total droite                                     | 8               |             |           |
|                     | Euskal Herria Bai                                | 3               |             |           |
| Total régionalistes | Total régionalistes                              | 3               |             |           |
| Total               | Total                                            | 22              | 22          | -         |

### Taux de participation
| Taux de participation | 1er tour | Différence avec 2020 | 2d tour | Différence avec 2020 | Différence entre les deux tours |
| --------------------- | -------- | -------------------- | ------- | -------------------- | ------------------------------- |
| À 12 h                |          |                      |         |                      |                                 |
| À 17 h                |          |                      |         |                      |                                 |
| Final                 |          |                      |         |                      |                                 |

## Résultats dans les communes de plus de 3 000 habitants

### Anglet
- Maire sortant : Claude Olive (LR)
- 39 sièges à pourvoir au conseil municipal (population légale 2022 : 38 929 habitants)
- 17 sièges à pourvoir au conseil communautaire (CA du Pays Basque)

| Tête de liste | Tête de liste | Parti(s) | Nuance | Premier tour | Premier tour | Second tour | Second tour | Sièges | Sièges |
| Tête de liste | Tête de liste | Parti(s) | Nuance | Voix         | %            | Voix        | %           | CM     | CC     |
| ------------- | ------------- | -------- | ------ | ------------ | ------------ | ----------- | ----------- | ------ | ------ |

### Bayonne
- Maire sortant : Jean-René Etchegaray (UDI-RE)
- 45 sièges à pourvoir au conseil municipal (population légale 2022 : 51 228 habitants)
- 22 sièges à pourvoir au conseil communautaire (CA du Pays Basque)

| Tête de liste | Tête de liste | Parti(s) | Nuance | Premier tour | Premier tour | Second tour | Second tour | Sièges | Sièges |
| Tête de liste | Tête de liste | Parti(s) | Nuance | Voix         | %            | Voix        | %           | CM     | CC     |
| ------------- | ------------- | -------- | ------ | ------------ | ------------ | ----------- | ----------- | ------ | ------ |

### Biarritz
- Maire sortant : Maider Arostéguy (LR)
- 35 sièges à pourvoir au conseil municipal (population légale 2022 : 25 404 habitants)
- 11 sièges à pourvoir au conseil communautaire (CA du Pays Basque)

| Tête de liste            | Tête de liste   | Parti(s) | Nuance | Premier tour | Premier tour | Second tour | Second tour | Sièges | Sièges |
| Tête de liste            | Tête de liste   | Parti(s) | Nuance | Voix         | %            | Voix        | %           | CM     | CC     |
| ------------------------ | --------------- | -------- | ------ | ------------ | ------------ | ----------- | ----------- | ------ | ------ |
|                          | Michel Fournier | RN       |        |              |              |             |             |        |        |
|                          |                 |          |        |              |              |             |             |        |        |
| Exprimés                 |                 |          |        |              |              |             |             |        |        |
| Votes blancs             |                 |          |        |              |              |             |             |        |        |
| Votes nuls               |                 |          |        |              |              |             |             |        |        |
| Total                    | Total           | Total    | Total  |              | 100          |             | 100         | 35     | 11     |
| Absentions               |                 |          |        |              |              |             |             |        |        |
| Inscrits / participation |                 |          |        |              |              |             |             |        |        |

### Bidart
- Maire sortant : Emmanuel Alzuri (DVD)
- 29 sièges à pourvoir au conseil municipal (population légale 2022 : 6 811 habitants)
- 2 sièges à pourvoir au conseil communautaire (CA du Pays Basque)

| Tête de liste | Tête de liste | Parti(s) | Nuance | Premier tour | Premier tour | Second tour | Second tour | Sièges | Sièges |
| Tête de liste | Tête de liste | Parti(s) | Nuance | Voix         | %            | Voix        | %           | CM     | CC     |
| ------------- | ------------- | -------- | ------ | ------------ | ------------ | ----------- | ----------- | ------ | ------ |

### Billère
- Maire sortant : Jean-Yves Lalanne (L'AP)
- 33 sièges à pourvoir au conseil municipal (population légale 2022 : 12 804 habitants)
- 6 sièges à pourvoir au conseil communautaire (CA Pau Béarn Pyrénées)

| Tête de liste | Tête de liste | Parti(s) | Nuance | Premier tour | Premier tour | Second tour | Second tour | Sièges | Sièges |
| Tête de liste | Tête de liste | Parti(s) | Nuance | Voix         | %            | Voix        | %           | CM     | CC     |
| ------------- | ------------- | -------- | ------ | ------------ | ------------ | ----------- | ----------- | ------ | ------ |

### Boucau
- Maire sortant : Francis Gonzalez (DVG)
- 29 sièges à pourvoir au conseil municipal (population légale 2022 : 8 350 habitants)
- 3 sièges à pourvoir au conseil communautaire (CA du Pays Basque)

| Tête de liste | Tête de liste | Parti(s) | Nuance | Premier tour | Premier tour | Second tour | Second tour | Sièges | Sièges |
| Tête de liste | Tête de liste | Parti(s) | Nuance | Voix         | %            | Voix        | %           | CM     | CC     |
| ------------- | ------------- | -------- | ------ | ------------ | ------------ | ----------- | ----------- | ------ | ------ |

### Cambo-les-Bains
- Maire sortant : Christian Devèze (DVD)
- 29 sièges à pourvoir au conseil municipal (population légale 2022 : 6 551 habitants)
- 2 sièges à pourvoir au conseil communautaire (CA du Pays Basque)

| Tête de liste | Tête de liste | Parti(s) | Nuance | Premier tour | Premier tour | Second tour | Second tour | Sièges | Sièges |
| Tête de liste | Tête de liste | Parti(s) | Nuance | Voix         | %            | Voix        | %           | CM     | CC     |
| ------------- | ------------- | -------- | ------ | ------------ | ------------ | ----------- | ----------- | ------ | ------ |

### Ciboure
- Maire sortant : Eneko Aldana-Douat (EHBai)
- 29 sièges à pourvoir au conseil municipal (population légale 2022 : 6 251 habitants)
- 2 sièges à pourvoir au conseil communautaire (CA du Pays Basque)

| Tête de liste | Tête de liste | Parti(s) | Nuance | Premier tour | Premier tour | Second tour | Second tour | Sièges | Sièges |
| Tête de liste | Tête de liste | Parti(s) | Nuance | Voix         | %            | Voix        | %           | CM     | CC     |
| ------------- | ------------- | -------- | ------ | ------------ | ------------ | ----------- | ----------- | ------ | ------ |

### Gan
- Maire sortant : Francis Pèes (DVD)
- 29 sièges à pourvoir au conseil municipal (population légale 2022 : 5 510 habitants)
- 2 sièges à pourvoir au conseil communautaire (CA Pau Béarn Pyrénées)

| Tête de liste | Tête de liste | Parti(s) | Nuance | Premier tour | Premier tour | Second tour | Second tour | Sièges | Sièges |
| Tête de liste | Tête de liste | Parti(s) | Nuance | Voix         | %            | Voix        | %           | CM     | CC     |
| ------------- | ------------- | -------- | ------ | ------------ | ------------ | ----------- | ----------- | ------ | ------ |

### Hasparren
- Maire sortante : Isabelle Pargade (UDI)
- 29 sièges à pourvoir au conseil municipal (population légale 2022 : 6 879 habitants)
- 3 sièges à pourvoir au conseil communautaire (CA du Pays Basque)

| Tête de liste | Tête de liste | Parti(s) | Nuance | Premier tour | Premier tour | Second tour | Second tour | Sièges | Sièges |
| Tête de liste | Tête de liste | Parti(s) | Nuance | Voix         | %            | Voix        | %           | CM     | CC     |
| ------------- | ------------- | -------- | ------ | ------------ | ------------ | ----------- | ----------- | ------ | ------ |

### Hendaye
- Maire sortant : Kotte Écénarro (PS)
- 33 sièges à pourvoir au conseil municipal (population légale 2022 : 16 484 habitants)
- 7 sièges à pourvoir au conseil communautaire (CA du Pays Basque)

| Tête de liste | Tête de liste | Parti(s) | Nuance | Premier tour | Premier tour | Second tour | Second tour | Sièges | Sièges |
| Tête de liste | Tête de liste | Parti(s) | Nuance | Voix         | %            | Voix        | %           | CM     | CC     |
| ------------- | ------------- | -------- | ------ | ------------ | ------------ | ----------- | ----------- | ------ | ------ |

### Jurançon
- Maire sortant : Michel Bernos (RE)
- 29 sièges à pourvoir au conseil municipal (population légale 2022 : 7 094 habitants)
- 3 sièges à pourvoir au conseil communautaire (CA Pau Béarn Pyrénées)

| Tête de liste | Tête de liste | Parti(s) | Nuance | Premier tour | Premier tour | Second tour | Second tour | Sièges | Sièges |
| Tête de liste | Tête de liste | Parti(s) | Nuance | Voix         | %            | Voix        | %           | CM     | CC     |
| ------------- | ------------- | -------- | ------ | ------------ | ------------ | ----------- | ----------- | ------ | ------ |

### Lescar
- Maire sortante : Valérie Revel (PS)
- 29 sièges à pourvoir au conseil municipal (population légale 2022 : 9 804 habitants)
- 4 sièges à pourvoir au conseil communautaire (CA Pau Béarn Pyrénées)

| Tête de liste | Tête de liste | Parti(s) | Nuance | Premier tour | Premier tour | Second tour | Second tour | Sièges | Sièges |
| Tête de liste | Tête de liste | Parti(s) | Nuance | Voix         | %            | Voix        | %           | CM     | CC     |
| ------------- | ------------- | -------- | ------ | ------------ | ------------ | ----------- | ----------- | ------ | ------ |

### Lons
- Maire sortant : Nicolas Patriarche (LR)
- 33 sièges à pourvoir au conseil municipal (population légale 2022 : 13 374 habitants)
- 6 sièges à pourvoir au conseil communautaire (CA Pau Béarn Pyrénées)

| Tête de liste | Tête de liste | Parti(s) | Nuance | Premier tour | Premier tour | Second tour | Second tour | Sièges | Sièges |
| Tête de liste | Tête de liste | Parti(s) | Nuance | Voix         | %            | Voix        | %           | CM     | CC     |
| ------------- | ------------- | -------- | ------ | ------------ | ------------ | ----------- | ----------- | ------ | ------ |

### Mouguerre
- Maire sortant : Roland Hirigoyen (DVD)
- 29 sièges à pourvoir au conseil municipal (population légale 2022 : 5 108 habitants)
- 2 sièges à pourvoir au conseil communautaire (CA du Pays Basque)

| Tête de liste | Tête de liste | Parti(s) | Nuance | Premier tour | Premier tour | Second tour | Second tour | Sièges | Sièges |
| Tête de liste | Tête de liste | Parti(s) | Nuance | Voix         | %            | Voix        | %           | CM     | CC     |
| ------------- | ------------- | -------- | ------ | ------------ | ------------ | ----------- | ----------- | ------ | ------ |

### Mourenx
- Maire sortant : Patrice Laurent (PS)
- 29 sièges à pourvoir au conseil municipal (population légale 2022 : 6 485 habitants)
- 7 sièges à pourvoir au conseil communautaire (CC de Larq-Orthez)

| Tête de liste | Tête de liste | Parti(s) | Nuance | Premier tour | Premier tour | Second tour | Second tour | Sièges | Sièges |
| Tête de liste | Tête de liste | Parti(s) | Nuance | Voix         | %            | Voix        | %           | CM     | CC     |
| ------------- | ------------- | -------- | ------ | ------------ | ------------ | ----------- | ----------- | ------ | ------ |

### Oloron-Sainte-Marie
- Maire sortant : Bernard Uthurry (PS)
- 33 sièges à pourvoir au conseil municipal (population légale 2022 : 10 684 habitants)
- 21 sièges à pourvoir au conseil communautaire (CC du Haut Béarn)

| Tête de liste | Tête de liste | Parti(s) | Nuance | Premier tour | Premier tour | Second tour | Second tour | Sièges | Sièges |
| Tête de liste | Tête de liste | Parti(s) | Nuance | Voix         | %            | Voix        | %           | CM     | CC     |
| ------------- | ------------- | -------- | ------ | ------------ | ------------ | ----------- | ----------- | ------ | ------ |

### Orthez
- Maire sortant : Emmanuel Hanon (PS)
- 33 sièges à pourvoir au conseil municipal (population légale 2022 : 10 449 habitants)
- 13 sièges à pourvoir au conseil communautaire (CC de Lacq-Orthez)

| Tête de liste | Tête de liste | Parti(s) | Nuance | Premier tour | Premier tour | Second tour | Second tour | Sièges | Sièges |
| Tête de liste | Tête de liste | Parti(s) | Nuance | Voix         | %            | Voix        | %           | CM     | CC     |
| ------------- | ------------- | -------- | ------ | ------------ | ------------ | ----------- | ----------- | ------ | ------ |

### Pau
- Maire sortant : François Bayrou (MoDem)
- 49 sièges à pourvoir au conseil municipal (population légale 2022 : 77 130 habitants)
- 37 sièges à pourvoir au conseil communautaire (CA Pau Béarn Pyrénées)

| Tête de liste | Tête de liste | Parti(s) | Nuance | Premier tour | Premier tour | Second tour | Second tour | Sièges | Sièges |
| Tête de liste | Tête de liste | Parti(s) | Nuance | Voix         | %            | Voix        | %           | CM     | CC     |
| ------------- | ------------- | -------- | ------ | ------------ | ------------ | ----------- | ----------- | ------ | ------ |

### Saint-Jean-de-Luz
- Maire sortant : Jean-François Irigoyen (LR)
- 33 sièges à pourvoir au conseil municipal (population légale 2022 : 14 093 habitants)
- 6 sièges à pourvoir au conseil communautaire (CA du Pays Basque)

| Tête de liste | Tête de liste | Parti(s) | Nuance | Premier tour | Premier tour | Second tour | Second tour | Sièges | Sièges |
| Tête de liste | Tête de liste | Parti(s) | Nuance | Voix         | %            | Voix        | %           | CM     | CC     |
| ------------- | ------------- | -------- | ------ | ------------ | ------------ | ----------- | ----------- | ------ | ------ |

### Saint-Pée-sur-Nivelle
- Maire sortant : Dominique Idiart (DVG)
- 29 sièges à pourvoir au conseil municipal (population légale 2022 : 6 849 habitants)
- 3 sièges à pourvoir au conseil communautaire (CA du Pays Basque)

| Tête de liste | Tête de liste | Parti(s) | Nuance | Premier tour | Premier tour | Second tour | Second tour | Sièges | Sièges |
| Tête de liste | Tête de liste | Parti(s) | Nuance | Voix         | %            | Voix        | %           | CM     | CC     |
| ------------- | ------------- | -------- | ------ | ------------ | ------------ | ----------- | ----------- | ------ | ------ |

### Urrugne
- Maire sortant : Philippe Aramendi (EHBai)
- 33 sièges à pourvoir au conseil municipal (population légale 2022 : 10 317 habitants)
- 4 sièges à pourvoir au conseil communautaire (CA du Pays Basque)

| Tête de liste | Tête de liste | Parti(s) | Nuance | Premier tour | Premier tour | Second tour | Second tour | Sièges | Sièges |
| Tête de liste | Tête de liste | Parti(s) | Nuance | Voix         | %            | Voix        | %           | CM     | CC     |
| ------------- | ------------- | -------- | ------ | ------------ | ------------ | ----------- | ----------- | ------ | ------ |

### Ustaritz
- Maire sortant : Bruno Carrère (EHBai)
- 29 sièges à pourvoir au conseil municipal (population légale 2022 : 6 822 habitants)
- 3 sièges à pourvoir au conseil communautaire (CA du Pays Basque)

| Tête de liste | Tête de liste | Parti(s) | Nuance | Premier tour | Premier tour | Second tour | Second tour | Sièges | Sièges |
| Tête de liste | Tête de liste | Parti(s) | Nuance | Voix         | %            | Voix        | %           | CM     | CC     |
| ------------- | ------------- | -------- | ------ | ------------ | ------------ | ----------- | ----------- | ------ | ------ |